# National Anthem
〈National Anthem〉은 라나 델 레이의 노래이다. 두 번째 정규 앨범 《Born to Die》의 다섯 번째 싱글이다.